# پادشاه هه بورو
پادشاه هه بورو (به انگلیسی: Hae Buru) پادشاه باک بویو و به وجود آورندهٔ دانگ بویو (بویو شرقی) بود. وقتی او به مسائل دانگ بویو بیشتر رسیدگی می‌کرد و توجه و علاقه بیشتری به آن نشان می‌داد باک بویو از وی جدا شد و بویو به دو بخش باک بویو و دانگ بویو تقسیم شد.

## اصل و نسب
او ولیعهد باک بویو بود اما به دلیل شورش روسای قبایل، از باک بویو فرار کرد و کشور جدیدی به نام دانگ بویو را تأسیس کرد. هائه بورو فرزند امپراتور هائه موسو (دونگ میونگ بنیان‌گذار بویو اصلی یاشمالی) بود و این نشان می‌دهد که او از خانواده ای اصیل زاده و سلطنتی بود.

## به وجود آوردن دانگ بویو
هائه بورو وقتی به فرمانروایی جولبون رسید برای افزودن قلمرو به سمت دریای شرق رفت و دانگ بویو را به وجود آورد وقتی او بیشتر به مسائل دانگ بویو پرداخت فرمانروایان قبایل باک بویو او را برکنار کردند و اینگونه بود در سال ۸۴ق. م که دانگ بویو و باک بویو از هم جدا شدند.

## فرزندان
هائه بورو چهار پسری داشت که اطلاعات زیادی از سه پسر اولش نیست و آنها قبل از تأسیس بویو کشته شدند. آخرین پسر یعنی گوموآ جانشین او شد.

## مرگ
هائه بورو در سال ۵۹ قبل از میلاد از دنیا رفت و جانشین او یعنی گوموآ به حکومت رسید.

## تصویرسازی مدرن
- نقش هه بورو توسط پارک گئون هیونگ در سریال تلویزیونی جومونگ که از شبکه ام بی سی در سال‌های ۲۰۰۶-۲۰۰۷ پخش شد، بازی شد.[۳]